# Show Your Bones
Show Your Bones – drugi album studyjny nowojorskiego zespołu rockowego Yeah Yeah Yeahs, wydany 27 marca 2006 (28 marca 2006 w Ameryce Północnej). W 2007 został nominowany do Grammy w kategorii Best Alternative Music Album. Album utrzymany jest w bardziej powściągliwym tonie niż poprzednie albumy, piosenki nie są tak hałaśliwe jak na ich pierwszym minialbumie Yeah Yeah Yeahs. Producent, Squeak E. Clean, dodał do muzyki łagodne brzmienia keyboardu, syren, dzwonków i klaskania. Na jedenaście utworów, w pięciu jako główny instrument użyta jest gitara akustyczna.
Początkowo ogłoszono, że cały album będzie opowiadał o Coco, kocie wokalistki Karen O, dlatego też miał nosić tytuł Coco Beware. Ostatecznie ta pogłoska okazała się być nieprawdziwa.
W grudniu 2006 album zajął drugie miejsce w rankingu najlepszych albumów roku według NME, a utwór "Cheated Hearts" zajął 10. miejsce w rankingu najlepszych piosenek. W rankingu Rolling Stone album zajął 44. miejsce wśród najlepszych 50 albumów roku. Magazyn Spin umieścił Show Your Bones na 31. miejscu pośród 40 najlepszych albumów 2006. W 2009 internetowy serwis muzyczny Rhapsody umieścił album na 10. miejscu listy "Alt/Indie’s Best Albums of the Decade".
Album zadebiutował na 11. miejscu listy Billboard 200 z liczbą około 56 000 egzemplarzy sprzedanych w pierwszym tygodniu.

## Lista utworów
1. "Gold Lion" – 3:07
2. "Way Out" – 2:51
3. "Fancy" – 4:24
4. "Phenomena" – 4:10
5. "Honeybear" – 2:25
6. "Cheated Hearts" – 3:58
7. "Dudley" – 3:41
8. "Mysteries" – 2:35
9. "The Sweets" – 3:55
10. "Warrior" – 3:42
11. "Turn Into" – 4:05
12. "Déjà Vu" – 3:22 (utwór bonusowy w wersji brytyjskiej)

## Skład
- Nick Zinner – gitara, keyboard
- Brian Chase – bębny, perkusja, gitara
- Karen O – wokal prowadzący, omnikord

## Listy przebojów
| Lista przebojów (2009) | Pozycja |
| ---------------------- | ------- |
| Billboard 200          | 11      |
| UK Albums Chart        | 7       |